# Jean-François Michel (componist)
Jean-François Michel (La Corbaz, 6 maart 1957) is een Zwitsers componist, muziekpedagoog, dirigent, arrangeur en trompettist.

## Levensloop
Michel studeerde muziektheorie, compositie, HaFadirectie en trompet vanaf 1965 aan het Conservatoire de Fribourg in Fribourg bij de docenten Jules-Philippe Godard, Jean-Pierre Mathez, Francis Schmidhäusler en Jean-Jacques Pfister. In 1975 won hij als componist een prijs verbonden met een bronzen medaille tijdens een internationale wedstrijd in Genève. 
Van 1976 tot 1986 was hij solo-trompettist bij de Münchner Philharmoniker. In deze tijd werkte hij ook als trompettist in het Münchner Bachorkester dat door Karl Richter geleid werd. Als trompettist verzorgde hij solo-optredens in vele Europese landen, maar ook in Japan, Brazilië en Argentinië. Daarnaast gaf hij meestercursussen in Italië, Macedonië, Oostenrijk en Duitsland. Tegenwoordig is hij lid in diverse kamermuziekensembles zoals bijvoorbeeld het Nov’ars koperkwartet, het Slokar Trio en het Collegium Novum Zürich.
Sinds zijn terugkomst in 1986 is hij docent aan zijn Alma Mater, het conservatorium in Fribourg. Van 1992 tot 2001 was hij eveneens aan de Musikhochschule Luzern in Luzern alsook van 1997 tot 2004 aan het Conservatoire de musique de Genève in Genève.  
Hij is dirigent van de Brass Band Fribourg. 
Naast zijn pedagogische werkzaamheden componeert en arrangeert hij ook. Zijn werken zijn in verschillende muziekuitgeverijen gepubliceerd. Hij schreef onder anderen werken voor het internationale concours in Poncia, in de provincie Namen, het international concours in Genève (Zwitserland) en in Markneukirchen in (Duitsland).
Hij is ook een veel gevraagd jurylid bij wedstrijden, zoals bij de internationale trombone wedstrijd Branomir Slokar.

## Composities

### Werken voor harmonieorkest en brassband
- Celebration (Michel), voor brassband (verplicht werk tijdens de Swiss National Championships in de tweede divisie 2002 in Montreux)
- Chant du berger, voor brassband
- Chant indou, voor brassband
- Concert, voor eufonium en brassband
- Divertimento, voor brassband
- Interlude, voor brassband
- Légende, voor brassband
- Les Saisons, voor recitant, sopraan solo, groot gemengd koor en brassband - tekst: Anne Richard
- Mama Africa, voor brassband
- Métamorphoses, voor brassband
- Peace On Earth, voor brassband
- Prelude et Danse, voor fanfareorkest of brassband (verplicht werk tijdens het Welt-Jugend-Musik-Festival Zürich 2012 voor fanfareorkesten en brassbands in de tweede divisie)
- Réverie pour un nuage, voor brassband
- Te Deum, voor groot koor en harmonieorkest

### Vocale muziek

#### Werken voor koor
- Bouneu chu têra, voor gemengd koor - tekst: Anne Marie Yerly
- Dona nobis pacem, voor gemengd koor

### Kamermuziek
- 2003 Towermusic, voor koperkwartet
- 3 Obsessions, voor sopraan-, alt- en tenorsaxofoon
- Capriccio, voor klarinet en piano
- Essai, voor twee trompetten, hoorn en trombone
- Eveils (1993), voor trompet, trombone en piano
- Intrada, voor koperkwartet
- L'inverno l'e passato, voor trombone en orgel
- Pavan, voor dwarsfluit en hobo
- Rogations (1991), voor trombonekwartet
- Scherzo, voor trompet en piano
- Suite, voor trompet, hoorn en trombone
- Take it Easy, voor vier trombones
- Trois Miniatures, voor koperkwartet
- Trois Pastels sur la Belle Epoque, voor koperkwintet